# Protoneura corculum
Protoneura corculum – gatunek ważki z rodziny łątkowatych (Coenagrionidae). Występuje w Ameryce Północnej – stwierdzony w Meksyku, Belize, Gwatemali i na Kubie.